# Krang
Krang är en fiktiv karaktär i berättelserna om Teenage Mutant Ninja Turtles. Krang förekommer i 1987 års tecknade TV-serie, där Pat Fraley i de flesta avsnitt läser hans röst på engelska, och serietidningarna Archie Teenage Mutant Ninja Turtles Adventures samt de flesta  klassiska datorspelen. Krang är en av sköldpaddornas huvudantagonister, och medverkar som General Krang i 2012 års IDW-serietidning samt "Kraang" i 2012 års TV-serie. Krang medverkar också i 2016 års långfilm.
En utomjordisk art, baserad på både Krang och utromerna, medverkar i 2012 års TV-serie, och kallas Kraang. Deras röst läses av Nolan North.
Krang skapades av David Wise, med inspiration från utromerna, för att förse Shredder med utomjordisk teknik.

## Fiktiv biografi
Krang kommer från Dimension X och han är en utomjording som en gång hade en kropp, hur den såg ut har aldrig klargjorts. Tillsammans med sina stenkrigare i Dimension X stal han Teknodromen från Drakus. Krang bannlystes sedan, och hamnade på Jorden.
Väl på Jorden började han samarbeta med sköldpaddornas ärkefiende Shredder. Under första säsongen sitter Krang på en form av  hjulförsedd ställning, men Shredder bygger sedan, i avsnittet Shredder & Splintered, en robot, som liknar en människa, där Krang sitter i "magen". I avsnittet Shredderville under säsong drömmer sköldpaddorna om en parallell tidslinje där de aldrig existerade. Shredder styr här New York under ortnamnet "Shredderville", och April och Irma är hans bästa vänner. I denna tidslinje övergavs Krang av Shredder då Shredder erövrat New York, och Krang lämnades utan kropp i den nu svårt skadade Teknodromen.
Krang delar inte Shredders mer personliga relation till sköldpaddorna och Splinter, medan Shredder ser dem som dödsfiender ser Krang dem mer som ett hot mot hans planer.
Efter de första åtta säsongerna, som Krang oftast tillbringade i Teknodromen, förstör sköldpaddorna Teknodromens motorer och därmed hålls den kvar i Dimension X (Turtle Trek) .
Under tionde och sista säsongen återvänder Shredder och Krang, men tas till fånga av Dregg.
Dregg försöker dock ta Krangs intelligens. Shredder återställer dock Krang . Till slut skickar sköldpaddorna Krang och Shredder till Dimension X.
I seriens sista avsnitt, Divide and Conquer, återvänder sköldpaddorna till Teknodromen för att ta Krangs robot och använda den i kampen mot Dregg. Krang och Shredder medverkar inte i avsnittet.
I serierna "Teenage Mutant Ninja Turtles Adventures" beskrevs Krang som mycket grymmare, då han sades ha utrotat flera arter, bland annat på Wingnut och Screwlooses hemplanet Huanu.
I avsnittet The Ninja Sword of Nowhere beskrivs Krang som ett fan av Jordens såpoperor (John & Marsha).
Krang är väldigt intelligent och använder många svåra vetenskapliga termer. Det är ytterst sällan han själv är med i slagsmål, men när han gör det använder han roboten, på vilken han fäster allehanda redskap att använda som vapen, till exempel stridsgisslar och yxor. Hemligheten att besegra honom i närstrid då han använder roboten är att ta sig bakom robotens "rygg", och drar ur/slå på robotens motor, så att den slutar fungera.
2011 års IDW-serie omfattar en mörkare beskrivning av Krang. I avsnitt 7 skildras hur General Krang anfaller Neutrino-planeten tillsammans med Traag och hans stenkrigare. Han arbetar också på Jorden tillsammans med Baxter Stockman för att utveckla mutagen.

## Krang och utromerna
Krangs utseende är inspirerat av utromerna i originalserierna, en utomjordisk art som kom till Jorden under 1960-talet. Skillnaden är dock att utromerna var "goda". Det bekräftades dock aldrig att Krang skulle vara en utrom.
- Utromerna kommer från en annan planet i galaxen Vintergatan, Krang från Dimension X.
- Utromerna är ursprungligen hjärnliknande, Krang menade att han hade tidigare hade en kropp.
- Varken Krang eller någon annan figur i serien sade att Krang var en utrom.

## 2012 års TV-serie
En utomjordisk art, baserad på både Krang och utromerna, medverkar i TV-serien från 2012, och kallas Kraang och tillhör huvudantagonisterna under första säsongen. Deras röst läses av Nolan North.
De är en utomjordisk art från Dimension X, som förflyttar sig genom androidlika robotkroppar, och har fört mutagenet till Jorden. De har ännu inte lärt sig bemästra engelskan fullt ut. 'Deras ledare heter i denna variant Kraang Prime.
I avsnittet "Transdimensionella Turtles," visar sig Krang i 1987 års serie vara en Kraang som bannlysts från Dimension X till Jorden i en annan verklighet (1987 års serie).

## Andra medverkanden
- En Utrom vid namn Krang medverkar dock i 2003 års TV-serie, i avsnittet Secret Origins Part 3".
- Krang medverkar i Turtles Forever.

## Dator- och TV-spel
Krang medverkar ofta i de klassiska Turtlesspelen som en senare boss, och ibland även slutboss.
- I det första arkadspelet och NES-versionen av samma spel, är han en av bossarna i den slutliga banan Teknodromen. Han är den näst sista bossen i spelet, därefter möter man Shredder.

- I Fall of the Foot Clan är han slutboss i stället för Shredder.

- I Teenage Mutant Ninja Turtles III: The Manhattan Project är han återigen näst sista boss, före Shredder.

- I Back from the Sewers medverkar han i två bossmöten. Först i slutet av tredje banan, där han möter sköldpaddorna i en robot. Han är också slutboss, och använder då sitt artificiella exoskelett.

- I Turtles in Time medverkar han också i två bossmöten. Först i slutet av "Neon Night Riders" (den futuristiska skateboardbanan), och sköldpaddorna förstör hans artificiella exoskelett. Sköldpaddorna möter honom återigen på den kommande banan "Starbase: Where No Turtle Has Gone Before" ("rymdbasen"). Då hans artificiella exoskelett förstörs åker han omkring inuti en minirymdfarkost.

- I Sega Mega Drive-varianten av Tournament Fighters är Krang, i sitt artificiella exoskelett, en icke-spelbar boss.

- I Hyperstone Heist är han miniboss på slutbanan (i Teknodromen).

- I Mutants in Manhattan medverkar General Krang, vars röst läses av Steven Blum.

## Film
Krang medverkar i långfilmen Out of the Shadows.